# Schlotheimia rufo-aeruginosa
Schlotheimia rufo-aeruginosa är en bladmossart som beskrevs av C. Müller 1875. Schlotheimia rufo-aeruginosa ingår i släktet Schlotheimia och familjen Orthotrichaceae. Inga underarter finns listade i Catalogue of Life.